# Ацетат германия(IV)
Ацетат германия(IV) — неорганическое соединение, 
соль германия и уксусной кислоты с формулой Ge(CH3COO)4,
бесцветные кристаллы,
гидролизуется водой.

## Получение
- Обменная реакция хлорида германия(IV) и ацетата таллия в уксусном ангидриде:

{\displaystyle {\mathsf {GeCl_{4}+4Tl(CH_{3}COO)\ {\xrightarrow {}}\ Ge(CH_{3}COO)_{4}+4TlCl\downarrow }}}

## Физические свойства
Ацетат германия(IV) образует бесцветные, легко гидролизующиеся кристаллы.
Растворяется в уксусном ангидриде, бензоле и ацетоне, не растворяется в тетрахлорметане.